# Kvinnornas Demokratiska Världsförbund

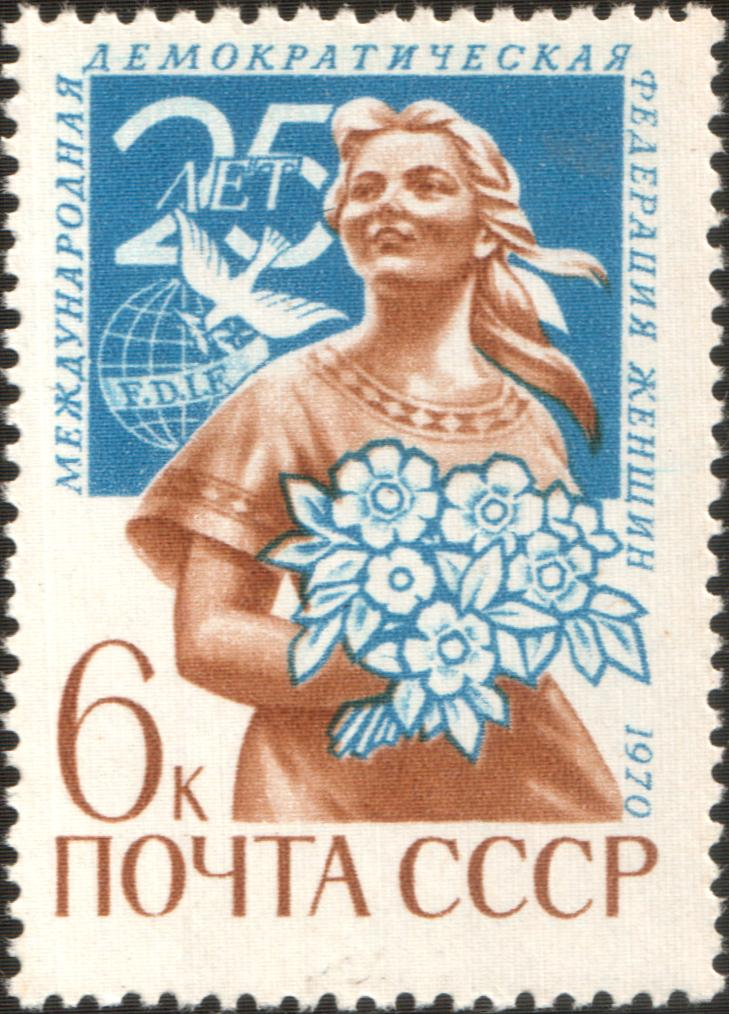
Sovjetiskt frimärke utgivet i samband med KDV:s 25-årsjubileum 1970.

Kvinnornas Demokratiska Världsförbund, KDV, är en internationell kvinnoorganisation som bildades 1945 i Paris. Organisationen har konsultativ status inom Förenta nationerna.
Kvinnornas Demokratiska Världsförbund bildades av franska motståndskvinnor med syfte att vara en internationell samlande organisation för antifascistiska och demokratiska kvinnoorganisationer. Målsättningen var att bekämpa fascism och nazism samt att verka för bestående fred och kvinnors rättigheter. KDV kom av många att betraktas som en kommunistisk organisation, men blev under 1960-talet en mer renodlad fredsorganisation. Organisationens första ordförande var fransyskan Eugénie Cotton (1945–1967) som efterträddes av finskan Hertta Kuusinen (1969–1974).
I slutet av 1980-talet fanns till KDV anslutna organisationer i 124 länder, vilket 1997 sjunkit till 92. I Sverige har Svenska Kvinnors Vänsterförbund sedan 1946 varit anslutet till KDV.